# Hypocacculus grandini
Hypocacculus grandini är en skalbaggsart som först beskrevs av Sylvain Auguste de Marseul 1870.  Hypocacculus grandini ingår i släktet Hypocacculus och familjen stumpbaggar. Inga underarter finns listade i Catalogue of Life.